# Raytown
Raytown é uma cidade localizada no estado americano de Missouri, no Condado de Jackson.

## Demografia
Segundo o censo americano de 2000, a sua população era de 30.388 habitantes.
Em 2006, foi estimada uma população de 28.577, um decréscimo de 1811 (-6.0%).

## Geografia
De acordo com o United States Census Bureau tem uma área de
25,8 km², dos quais 25,7 km² cobertos por terra e 0,1 km² cobertos por água.

## Localidades na vizinhança
O diagrama seguinte representa as localidades num raio de 16 km ao redor de Raytown.